# Mouvement eustathéen
Le mouvement eustathéen est un mouvement monastique qui naquit sous l'impulsion du saint moine Ewostatewos au début du XIVe siècle. Le mouvement s'implanta essentiellement dans la région du Tigré, dans le nord du royaume éthiopien, et devint grâce à l'activité évangélisatrice du saint et de ses disciples, l'un des plus importants réseaux monastiques de l'Éthiopie médiévale.

## La mise en place d'une communauté monastique autour du moine Ewostatewos (finXIIIesiècle- débutXIVesiècle)
Le mouvement eustathéen tire son nom du célèbre moine Ewostatewos qui naquit dans la région du Tigré à la fin du XIIIe siècle. Il fut initié à la vie monastique auprès de son oncle maternel Dan’el, abbé supérieur du monastère de Dabra Maryam dans le Gar’alta. Après avoir reçu les ordres, il quitta la communauté de son oncle pour s’installer dans le Sara'e, accompagné par de nombreux fidèles. 
Il s'établit à Särabi où il fonda le monastère de Dabra Sarabi, sans doute une des premières fondations eustathéennes et dans laquelle il dispensa son enseignement, prônant l'indépendance de son mouvement vis-à-vis du monde séculier et basant son enseignement sur le respect strict des saintes Écritures. Mais ce fut en imposant la célébration des deux sabbats, c’est-à-dire le repos du samedi en plus du dimanche et avec la même importance, qu'il acquit sa grande notoriété. Rompant avec la position du clergé officiel, qui considérait cette pratique comme hérétique et contraire à la foi il fut à l’origine de la controverse sur la pratique du double sabbat qui agita le royaume éthiopien entre le début du XIVe siècle et le milieu du XVe siècle. 
L’opposition entre le groupe de fidèles rassemblés autour d'Ewostatewos et le clergé éthiopien soutenu par le patriarcat d'Alexandrie commença véritablement au moment de la prédication du moine. Ce fut sous le règne d’Amda Ṣeyon (1314-1344) qu’arriva d’Égypte en 1337 l’un des plus farouches adversaires du double sabbat, le métropolite Ya’eqob. Victime des persécutions des opposants au sabbat il fut contraint à l'exil. 
En 1337 Ewostatewos quitte donc l’Éthiopie, accompagné par quelques-uns de ses disciples dont les moines Marqorewos, Bakimos et Gabra Iyasus. Avant de partir il laissa à la tête de sa communauté l’un de ses premiers disciples le moine Absadi.  
Les étapes de son périple font l’objet d’un long développement dans son gadl. Son exil le conduisit tout d’abord à Alexandrie où il rencontra le patriarche Benjamin II d'Alexandrie (1327-1340). Il y rencontra également le patriarche d’Arménie, lui aussi exilé pour des raisons de doctrines religieuses. Après un séjour pénible au Monastère Saint-Macaire de Scété où il fut enchaîné pendant quarante jours, il se rendit en Terre Sainte. Il embarqua ensuite pour l’Arménie où il mourut après avoir passé quatorze années en exil. 
L’exil du saint ne mit pas fin à son enseignement, bien au contraire ses disciples restés en Éthiopie continuaient à dispenser la parole du maître et observer le double sabbat. Malgré l’interdiction de cette pratique, les Eustathéens continuèrent d'étendre leur influence principalement dans le nord du Tigré où furent fondés les premiers établissements monastiques. L'éloignement géographique et la difficulté pour le pouvoir de contrôler cette région, permit au mouvement de se développer dans le nord du royaume tout d'abord. 

## Les débuts de l'expansion eustathéenne dans le Tigré (milieu duXIVesiècle- finXIVesiècle)
Dans les sources du mouvement, il est fait mention du monastère de Dabra Sarabi comme lieu supposé de la première installation d'Ewostatewos et de ses disciples lorsqu'il quitta la communauté de son oncle. Si l’on se réfère aux « Actes » d’Ananya, un des successeurs du saint, qui dresse une liste des abbés de Dabra Sarabi le premier abbé à la tête du monastère fut Ewostatewos, et fut suivi par le moine Bakimos. 
Il semblerait que d’autres lieux servaient à la réunion de la communauté d’Ewostatewos alors qu’il se trouvait encore dans le Tigré. C’est le cas du monastère de Dabra Semana qui se situe dans le Siré. Très peu d'informations viennent nous renseigner sur ce monastère mis à part celles du gadl Marqorewos qui mentionne qu'Ewostatewos lui remit l'habit monastique en même temps qu'à Absadi à Dabra Semana.
Ces lieux de rassemblement de la communauté autour du maître furent d'une grande importance pour le mouvement. Ils marquent le début de la diffusion de l'enseignement d'Ewostatewos et jouèrent un rôle essentiel dans la propagation de la doctrine eustathéenne qui donna la première impulsion à la création du vaste réseau eustathéen.
Du temps de la prédication d'Ewostatewos, le réseau se concentrait probablement essentiellement autour des deux monastères de Dabra Sarabi et Dabra Semana. Ce fut seulement avec le retour des disciples d'Arménie que le mouvement commença à s'organiser et surtout à s'étendre, grâce à la fondation de nouveaux monastères. 
Ce fut d’abord dans le Tigré et plus précisément au nord du fleuve Mareb, que les premiers monastères furent fondés, sans doute plus propice à la diffusion de l’enseignement d’Ewostatewos. 
Le premier monastère eustathéen et fondé par l’un des disciples d’Ewostatewos semble avoir été Dabra Maryam. Il fut fondé vers 1350 par le moine Absadi sans le Sara’e. Le choix du lieu de son implantation est mentionné dans les gadl d’Absadi et d’Ewostatewos. Ce dernier serait apparu en miraculeusement à Salomé l’anachorète et aurait désigné le « mont prédestiné » qu’il allait bénir pour ses fils. À cet endroit Absadi et d’autres disciples érigèrent le monastère de Dabra Maryam qui joua un rôle de première importance dans l’histoire du mouvement. 
D’autres monastères furent fondés par les disciples d’Ewostatewos parmi ces fondations le monastère de Dabra Demah qui se situe dans le Siré. Il fut fondé par le moine Marqorewos dans la seconde moitié du XIVe siècle. Il devint l’un des principaux centres eustathéens, notamment sous le  règne du roi Dawit I (1380-1413), qui au retour de l’une de ses campagnes dans le nord du royaume apprit la renommée du moine et lui rendit visite à Dabra Demah. 
Il faut également mentionner le monastère de Dabra Barbaré fondé par Matewos dans l’Amba Sanayt. On retrouve dans le gadl Marqorewos la mention d’un séjour que fit Ewostatewos à Barbaré, d’où le choix de Matewos d’installer son monastère là où le saint aurait fourni la première impulsion à la création d’un monastère. 
Le mouvement s’implanta principalement la région du Tigré, qui devint en quelques années seulement le fief de la communauté. 
Dabra San également connu sous le nom de Dabsan, fait figure d’exception dans le choix de son implantation, en effet le moine Gabra Iyasus à l’origine de sa construction fut le premier des disciples du saint a s’installer dans une région extérieure au Tigré. Il choisit la région de l’Enfraz, à proximité du Lac Tana pour y établir sa communauté. Dans son gadl le choix de ce site aurait été directement dicté par Ewostatewos alors que les deux hommes étaient encore en Arménie. Ewostatewos aurait remis les tabot consacrés et aurait commandé  à Gabra Iyasus de se rendre en Enfraz pour y prêcher.  
La fondation de ces monastères fondés par les premiers disciples  fut suivi par la fondation d'autres monastères attribués aux disciples de la seconde génération. Le plus fameux d’entre eux fut sans doute le monastère de Dabra Bizan. Ce monastère figure parmi les plus célèbres fondations monastiques du mouvement eustathéen, au même titre que Dabra Maryam. Il fut fondé vers 1370 par Filepos. Le monastère se situe à l’extrême nord du plateau érythréen, dans la province du Hamasien, à côté du village de Nafasit, à environ 25 km de la ville d'Asmara. Le monastère occupa une place importante dans le réseau, notamment à la fin du XIVe siècle.

## Persécutions et mise à l’écart du mouvement par les autorités politiques et religieuses (finXIVesiècle- débutXVesiècle)
Les débuts de la communauté furent marqués par une grande répression de la part des autorités politiques et religieuses qui se poursuivit, voire s’amplifia au moment du retour des moines qui accompagnèrent leur maître lors de son exil. La question du double sabbat continuait à mettre en péril l’unité religieuse et politique du  royaume. 
Les souverains qui se sont succédé après Amda Seyon (1314-1344) ont tenté d’éradiquer cette pratique, en réprimant les Eustathéens. Mais cette répression n’est pas le seul fait du pouvoir royal, les autorités religieuses, en la personne du métropolite, tentèrent également de faire rentrer les disciples d'Ewostatewos dans le giron de l’Eglise officielle. Pour cela ils frappèrent d’excommunication les Eustathéens et ne leur conférèrent plus le sacerdoce, les privant ainsi du statut de moine à part entière de l’Eglise éthiopienne. 
Malgré cela les disciples d’Ewostatewos, dans leur grande majorité continuèrent à suivre les préceptes de leur maître et ne renoncèrent pas à la célébration du double sabbat, évangélisant une grande partie du Tigré. 
La première grande offensive des autorités  eut lieu sous le règne de Dawit (1379/80-1413), et sous l’impulsion d’un autre adversaire du double sabbat, le métropolite Bartalomewos, arrivé en Éthiopie vers 1398/99. En effet le roi convoqua un concile censé régler définitivement la question du double sabbat en Éthiopie. À ce concile furent présents en plus du roi et du métropolite, une autre grande figure du clergé éthiopien, et l’un des plus farouches adversaires de cette pratique, l’aqqabé sa’at, Saraqa Berhan, du monastère de Dabra Hayq. Du côté eustathéen, furent présents l’abbé du puissant monastère de Dabra Bizan, Filepos, et celui de l’autre grand monastère eustathéen de Dabra Maryam, l’abbé Tawalda Madhen. D’après leurs gadl respectifs, ils furent parmi les 12 moines du mouvement eustathéen présents, et chargés de représenter leurs monastères. Les gadl de Tawalda Madehn et de Filepos s’accordent également sur le fait que les Eustathéens ne vinrent pas au concile de leur propre initiative, mais sous la contrainte. 
Pour les Eustathéens ce concile n’était en fait qu’un moyen pour les autorités de réaffirmer l’interdiction du sabbat. La suite du concile montre bien également à quel point le pouvoir royal et les autorités religieuses avaient en fait comme but la suppression totale de cette pratique jugée contraire à la foi chrétienne.  Au terme du concile, la décision fut de renouveler l’interdiction du double sabbat, que les Eustathéens refusèrent. La conséquence de ce refus fut l’emprisonnement du moine Filepos de Dabra Bizan, dans le monastère de Hayq, sous la garde de Saraqa Berhan. 

## La reconnaissance du mouvement par les autorités (milieu duXVesiècle)
Ce n’est qu’à la mort de ce dernier, en 1403, que Filepos fut libéré et que la seconde tentative de dialogue entre Eustathéens et  le roi Dawit s’ouvrit. Elle aboutit en 1404, à un décret du roi qui autorisa les Eustathéens à observer le sabbat le samedi en plus du dimanche. Mais ce ne fut pas une victoire complète, puisque les Eustathéens furent toujours mis à l’écart du reste du clergé éthiopien et ne furent pas non plus ordonnés prêtres par ces derniers. Le mouvement continuait d’être mis à l’écart du clergé « officiel » et continuait à être persécuté. 
Ils rallièrent cependant à leur cause de nombreux sympathisants, de la part d’autres communautés monastiques, qui craignaient peut-être avant ce décret les répressions des autorités. On assiste durant cette période à de nombreux rattachements au mouvement d’Ewostatewos, qui lui donnèrent une nouvelle impulsion. 
Mais le ralliement le plus surprenant, est sans doute celui qui se fit au sein même de la cour, notamment sous l’influence du moine Giyorgis de Sagla, également connu sous le nom de Giyorgis de Gasečča, qui devint l’un des défenseurs de l’observance du double sabbat, dans son ouvrage Mashafa Mestir, ou Livre du  Mystère, dans lequel Giyorgis de Sagla, prend la défense de l’observance du sabbat. 
C’est véritablement sous le règne de Zar’a Ya’eqob (1434-1468), que la question du double sabbat fut définitivement réglée. L’arrivée sur le trône de Zar’a Ya’eqob, fils de Dawit, marque un tournant important dans l’histoire du mouvement et  dans la controverse sur le double sabbat. En effet la menace croissante d’un schisme au sein même de l’Église éthiopienne, à la suite de la prédication d’Ewostatewos, continue d’inquiéter le pouvoir royal faisant craindre à terme que cela ne débouche sur une division de son royaume. Il semble alors évident pour le roi, tant sur le plan politique que religieux, d’intervenir. Il convoque en août 1449, un concile dans le monastère de Dabra Metmaq pour mettre un terme définitif à cette question. 
Il réussit à convaincre les deux métropolites du bien-fondé de la pratique du double sabbat ; et leur demanda de rédiger une lettre obligeant tous les Éthiopiens à observer le double sabbat, sous peine d’être frappés d’anathème. À l’issue de ce concile, le 24 aout 1449, le roi Zar’a Ya’eqob imposa à tout le clergé éthiopien, mais également à tous les Éthiopiens, d’observer le double sabbat. Il fit de cette pratique un élément de l’orthodoxie chrétienne, et ce malgré les interdictions répétées de l’Église copte d’Alexandrie, dont le clergé éthiopien dépendait. 
La décision prise durant le concile de Dabra Metmaq est indiscutablement considérée comme la victoire du parti eustathéen. En contrepartie ces derniers durent reconnaître l’autorité des métropolites dans l’attribution des ordres sacerdotaux, et renoncer à toute innovation en matière de doctrine religieuse. 

### Sources
- Gérard Colin, Le synaxaire éthiopien, mois de maskaram, dans Patrologia Orientalis, t. 3, fascicule 3, n° 195, 1986.
- Gérard Colin, Vie de Georges de Sagla, « CSCO » (163-164), dans « Scriptorum Aethiopici », 33-34 Louvain, 1956.
- (it) Carlo Conti Rossini, Note di agiografia etiopica (Abiya Egzi’ : Arkaledes e Gabra Iyasus), dans Revista degli Studi Orientali, vol. XVII, 1938 (a), p. 62-170.
- (it) Carlo Conti Rossini, Un santo eritreo : Buruk Amlak, dans Rediconti della Reale Accademia dei Lincei, série VI, vol. XIV, 1938 (b), p. 1-48.
- Carlo Conti Rossini, Acta Sancti Mercurii, « CSCO », dans « Scriptorum Aethiopici », serie altera, t. XXII, 1-51 (texte), 1-64 (traduction), 1904.
- (it) Carlo Conti Rossini, Il Gadla Filpos e il Gadla Yohanes, dans Memorie della Accademia dei Lincei, série V, vol VIII, Rome, 1901.
- Carlo Conti Rossini, Mashafa Berhan, « CSCO », 1964-1965.
- (en) Getatchew Haile, The letter of archbishops Mikael and Gabre’el concerning the observance of Saturday, dans Journal of Semitic Studies, vol. XXVI, 1981, p. 73-78.
- (it) Gianfrancesco Lusini, Il gadla Ananya, dans Egitto e Vicino Orientale, XIII, 1990, p. 149-191.
- (it) Gianfrancesco Lusini, Miracoli di Ananya, dans Egitto e Vicino Orientale, XIV-XV, 1991-1992, p. 171-174.
- (it) Gianfrancesco Lusini, Il Gadla Absadi, dans « Corpus Scriptorum Christianorum Orientalum », 103-104, Belgique, 1996.
- (la) Boris Turaev, Vitae Sanctorum Indigenarum, I, Acta Sancti Eustathii, « CSCO », n. 32, « Scriptorum Aethiopici », n. 15, Rome, Paris, Leipzig, 1906.

### Études
- Robert Beylot, « La controverse sur le Sabbat dans l'Eglise éthiopienne », dans La controverse religieuse et ses formes, Paris, Alain le Boulluec, 1995, p. 165-187.
- (en) E.A.W. Budge, The Book of the Saints of the Ethiopian Church, Cambridge, 1928.
- Marie-Laure Derat, Le domaine des rois éthiopiens (1270-1527), dans Espaces, pouvoir et monachisme, Paris, Publications de la Sorbonne, 2003.
- (en) Gianfranco Fiaccadori, « Ewostatewos », dans Encyclopaedia Aethiopica, vol. 2, Harrassowitz, Wiesbaden, p. 469-472.
- (en) Gianfranco Fiaccadori, « Ewostatians », dans Encyclopaedia Aethiopica, vol. 2, Harrassowitz, Wiesbaden, p. 464-469.
- (en) Gianfranco Fiaccadori, « Gabra Amlak », dans Encyclopaedia Aethiopica, vol. 2,  Harrassowitz, Wiesbaden, p. 606.
- (en) KINEFE-RIGB ZELLEKE, « Bibliography of the Ethiopic hagiographical traditions », dans Journal of Ethiopian Studies, 13, 1975, p. 57-102.
- Gianfrancesco Lusini, « Problèmes du mouvement eustathéen », dans Communication à la Xe Conférence Internationale des Etudes Éthiopiennes, 1991.
- (it) Gianfrancesco Lusini, « Per una storia delle tradizioni monastiche eritrea : la genealogia spirituale dell'ordine di Ewostatewos di Dabra Sarabi », dans Aegyptus Christiana, mélanges d’hagiographie égyptienne et orientale à la mémoire du Père Paul Devos Bollandiste, Genève, Ugo Zanetti et Enzo Lucchesi, 2005, p. 249-272.
- (en) Gianfrancesco Lusini, « Absadi of Dabra Maryam », dans Encyclopaedia Aethiopica, vol. 1, Harrassowitz, Wiesbaden, p. 50.
- (en) Gianfrancesco Lusini, « Ananya of Dabra Sarabi », dans Encyclopaedia Aethiopica, vol. 1, Harrassowitz, Wiesbaden, p. 250-251.
- (en) Gianfrancesco Lusini, « Dabra Bizan », dans Encyclopaedia Aethiopica, vol. 2, Harrassowitz, Wiesbaden, p. 15-17.
- (en) Gianfrancesco Lusini, « Dabra Demah », dans Encyclopaedia Aethiopica, vol. 2, Harrassowitz, Wiesbaden, p. 21.
- (en) Gianfrancesco Lusini, « Dabra Maryam », dans Encyclopaedia Aethiopica, vol. 2, Harrassowitz, Wiesbaden, p. 33.
- (en) Gianfrancesco Lusini, « Dabra San », dans Encyclopaedia Aethiopica, vol. 2, Harrassowitz, Wiesbaden, p. 39-40.
- (en) Gianfrancesco Lusini, « Dabra Sarabi », dans Encyclopaedia Aethiopica, vol. 2, Harrassowitz, Wiesbaden, p. 40.
- (en) Gianfrancesco Lusini, « Marqorewos », dans Encyclopaedia Aethiopica, vol. 3, Harrassowitz, Wiesbaden, p. 788-789.
- (it) Gianfrancesco Lusini, Studi sul monachesimo eustaziano : secoli XIV-XV, Naples, Instituto Universario Orientale, 1993.
- Pierluigi Piovanelli, « Les controverses théologiques sous le roi Zar’a Ya’eqob (1434-1468) et la mise en place du monophysisme éthiopien », dans  La controverse religieuse et ses formes, Paris, Alain le Boulluec, 1995, p. 189-228.
- (en) Osvaldo Raineri, « Gabra Iyasus », dans Encyclopaedia Aethiopica, vol. 2, Harrassowitz, Wiesbaden, p. 614.
- Roger Schneider, « Notes sur Filepos de Dabra Bizan et ses successeurs », dans Annales d’Éthiopie, t. XI, 1978, p. 135-139.
- (en) Taddesse Tamrat, Church and State in Ethiopia : 1270-1527, Oxford, 1972.
- (it) Tedros Abraha, « Controversie sul sabato e sul millenio second I gadl ineditti di Tawadla Madhen e di Fiqetor », dans Scrinium, t. 4, Patrologia Pacifica, 2008, p.79-102.

{{}}